# كوزوميل
كوزوميل ؛ كوزومل (بالإنجليزية: Cozumel)‏ هي جزيرة تابعة لـ المكسيك تقع في البحر الكاريبي. يبلغ عدد سكانها 100,000 نسمة (بكثافة 154.5 شخص لكل كيلومتر مربع) وذلك حسب إحصائيات سنة 2011. تبلغ مساحتها 647.33 كم².

## توأمة
لكوزوميل اتفاقيات توأمة مع:
- ماردة [الإنجليزية]‏

## أعلام
- جيف لينتون
- كارلوس خواكين غونزاليس

## وصلات خارجية
- الموقع الإلكتروني